# آن نورتن
آن نورتن (بالإنجليزية: Anne Norton)‏ هي عالمة سياسة أمريكية، ولدت في 1954.